# Claire Dixon
Claire Dixon (Rhône-Alpes, 1944) es una cantante francesa, con un corto periodo de trayectoria en la música.

## Biografía
La cantante francesa Claire Dixon nació en 1944 en Rhône-Alpes. A los 20 años deja su región natal para instalarse en París. En marzo de 1964 ella lanzó, su primer EP titulado "En hiver à Nogent" bajo la discográfica de Columbia Graphophone Company. Luego, lanza en el mismo año el nuevo EP de nombre "C'est pour toi". Su último y sexto álbum fue "On m'appelle petit bout de chou", que además lo cantó en inglés.
Después del lanzamiento de sus álbumes, Dixon se dedicó principalmente a querer proseguir con su trayectoria como cantante, pero no la llevó al éxito, ya que ella se dedicó a lanzar sencillos hasta 1970.

## Discografía
- C'est pour toi (1964)
- En hiver à Nogent (1964) con los sencillos de En hiver à Nogent, Du sable y J'ai mal de toi.
- Mais c'était l'amour (1964) con los sencillos de Mais c'était l'amour, Ça suffit come Ça au grand jour y L'ocassion etait trop belle.
- Le temps des regrets (1965) con los sencillos de Le temps des regrets, L'autre, Toi qui sais tout y Un, deux, trois, petit soldat.
- Je chante en Anglais (1967) con los sencillos de Je chante en Anglais, Fleurs vent, Je n'ai besoin que de tendresse y Il a fallu.
- On m'appelle petit bout de chou (1968, obtuvo el #234 de 1968) con los sencillos de On m'appelle petit bout de chou, L'ours triste, La teniere y L'autre de nous deux.

## Sencillos
- Les violettes (1966)
- Je chante en Anglais / Je n'ai besoin que de tendresse (1970)

## Recopilatorios
- Swinging Mademoiselle Volume 2 (2000)